# 石岡市石岡運動公園
石岡市石岡運動公園（いしおかしいしおかうんどうこうえん）は、茨城県石岡市南台にある運動公園。陸上競技場、体育館、多目的広場から構成されている。

## 陸上競技場
第三種公認競技場（競技場コード：083070）
- トラック 一周400m×8レーン（直線85.000m、半径36.306m）
- フィールド 走り幅跳び用砂場
- 収容人数：合計2,500人
  - メインスタンド：500人
  - 芝生スタンド：2,000人
- その他
  - 審判員室、給湯室（メインスタンド下）、放送室
  - 倉庫

## 体育館
- 地上2階建て、鉄筋コンクリート造り
- メインアリーナ：1751.68m2（47.6m×36.8m）
  - 公式バレーボール・バドミントン・バスケットボール・ハンドボール用コート
  - 観客席：1,680席
    - 1階：576席
    - 2階：1,104席
- サブアリーナ：644.7m2（30.7m×21.0m）
  - 練習用バレーボール・バスケットボール・バドミントン用コート
- 公園管理事務室
- 駐車場：650台
- 会議室

## 多目的広場
- 面積：18,118.25m2
  - 野球・サッカー・ラグビー・ソフトボール用グラウンド
- 放送設備
- 倉庫

## 沿革
- 1990年（平成2年）5月[2] - 体育館竣工。相和技術研究所の設計、大林組・若山工務店共同企業体（JV）の建設。
- 1993年（平成5年）9月[3] - 陸上競技場完成。長大の設計、株木建設・木村工務店JV（グラウンド）、若山工務店（メインスタンド）の施工。
- 2004年（平成16年）8月21日 - 体育館で第35回全国中学校新体操選手権大会を開催[4]。
- 2005年（平成17年）10月1日 - 新治郡八郷町との合併により現称になる。
- 2010年（平成22年）8月22日 - 国際マスターズ陸上投擲競技会を開催する[1]。

## 交通
- 常磐自動車道千代田石岡ICから車で15分。
- 関東鉄道石岡運動公園バス停またはかしてつバス東田中駅下車徒歩すぐ。
- JR常磐線石岡駅下車徒歩約30分（2.6km）。

## 画像

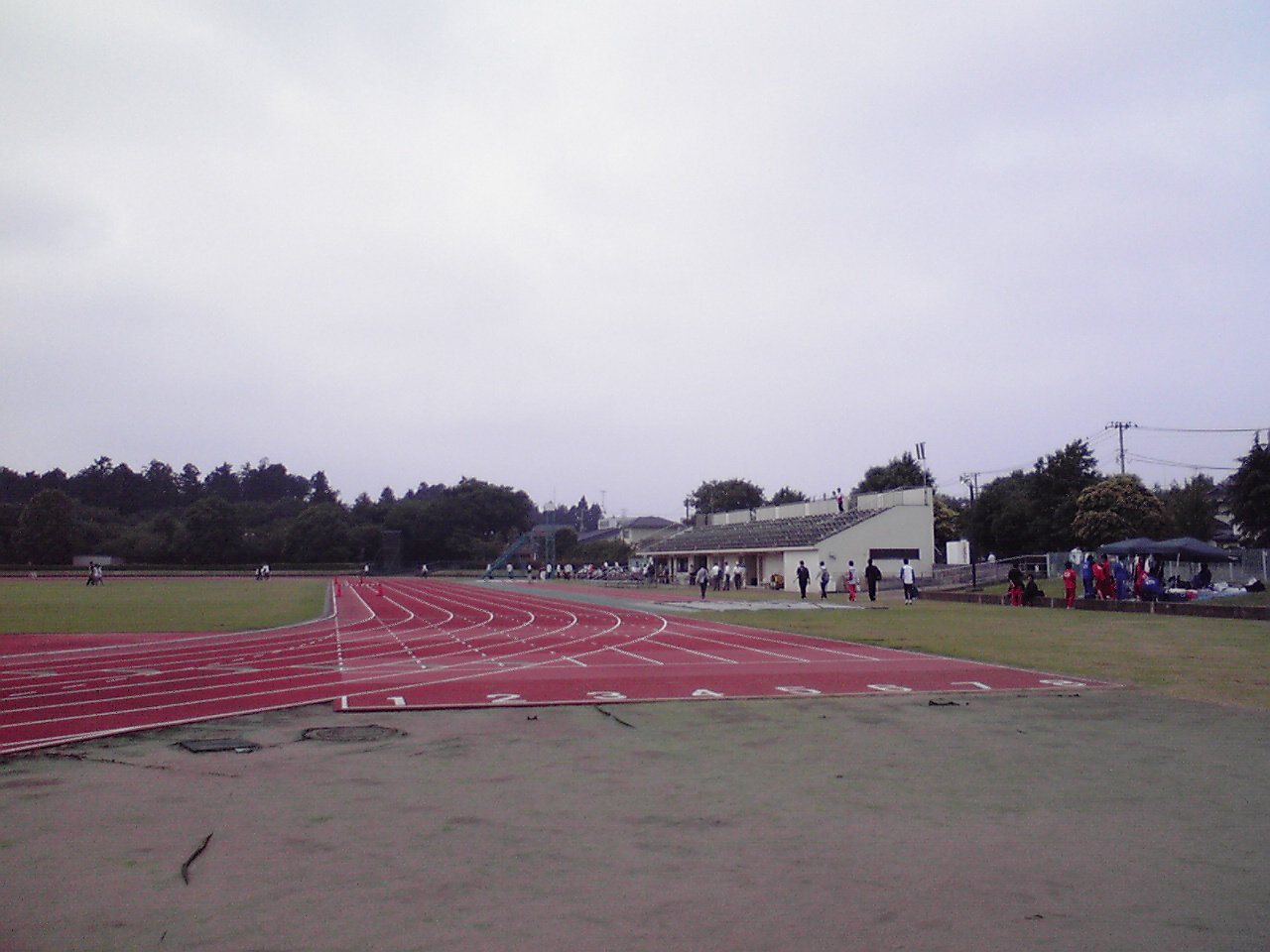
陸上競技場内
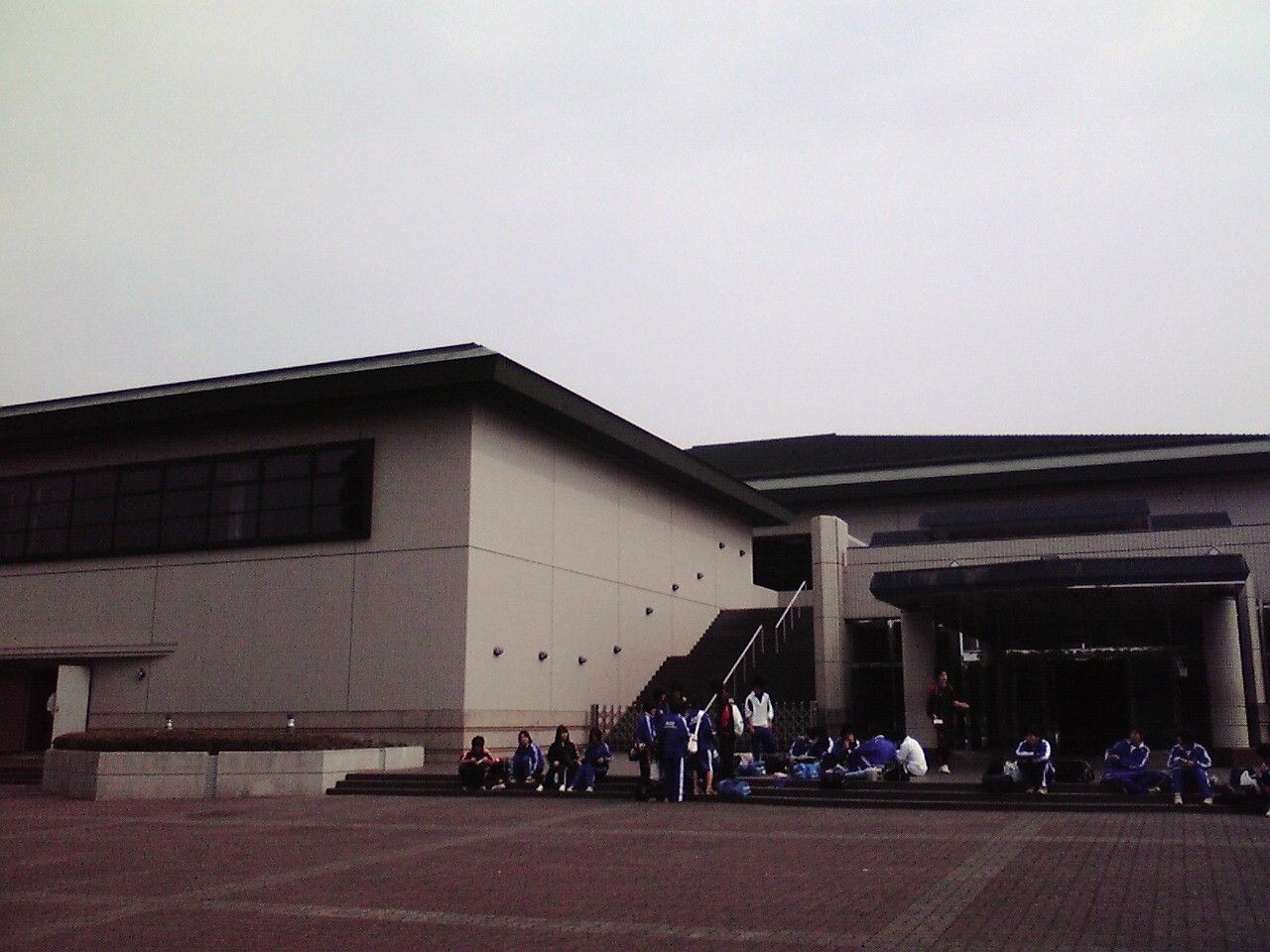
体育館
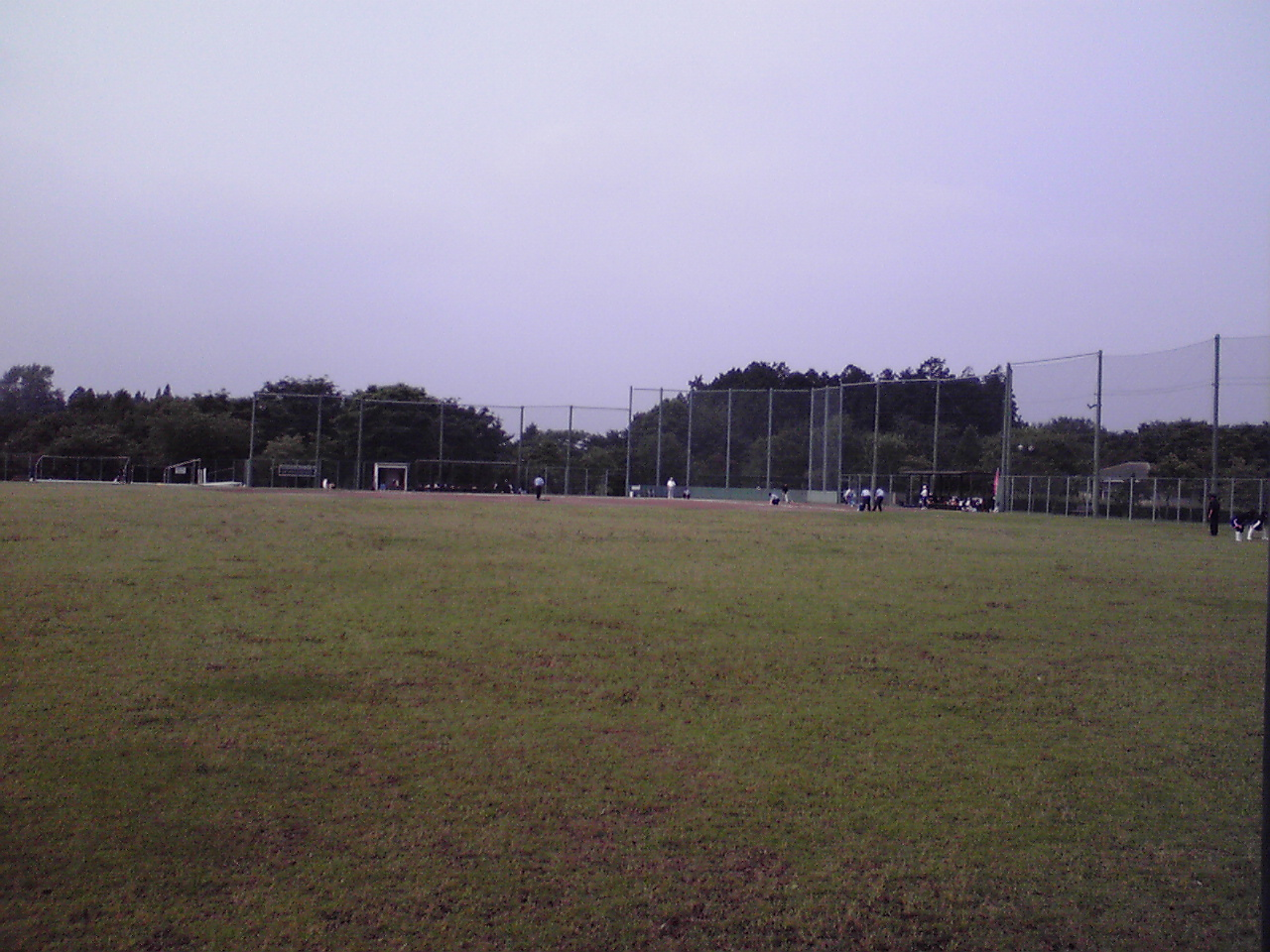
多目的広場